# Men Without Women (verhalenbundel)
Men Without Women (1927) is de tweede verzameling van korte verhalen geschreven door de Amerikaanse schrijver Ernest Hemingway.
Het boek bestaat uit veertien verhalen, waarvan tien reeds eerder werden gepubliceerd in tijdschriften. De thema's van de verhalen zijn onder meer stierenvechten, ontrouw, echtscheiding en dood. "The Killers", "Hills Like White Elephants" en "In Another Country" worden tot Hemingways beste werk gerekend. Men Without Women werd gepubliceerd in oktober 1927 met een eerste oplage van ongeveer 7600 exemplaren van twee dollar.

## Inhoud
- "The Undefeated"
- "In Another Country"
- "Hills Like White Elephants"
- "The Killers"
- "Che Ti Dice La Patria?"
- "Fifty Grand"
- "A Simple Enquiry"
- "Ten Indians"
- "A Canary for One"
- "An Alpine Idyll"
- "A Pursuit Race"
- "Today is Friday"
- "Banal Story"
- "Now I Lay Me"